# Roberto Arlt
Roberto Arlt (Buenos Aires, 26 april 1900 – Buenos Aires, 16 juli 1942) was een Argentijns schrijver.

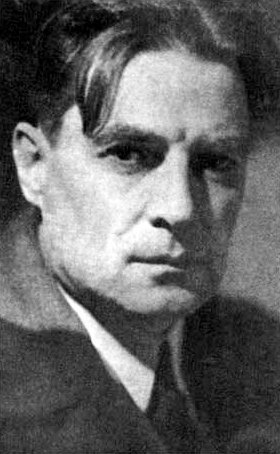
Roberto Arlt

Roberto Godofredo Cristophersen Arlt was de zoon van de Duitse emigrant Karl Arlt afkomstig uit Potsdam, en diens vrouw Ekatherine Iobstraibitzer, die uit Triëst kwam. Thuis werd Duits gesproken en Roberto werd op school gepest omdat hij met een Duits accent sprak. De jongen werd streng en sober opgevoed en op zijn 16e liep hij van huis weg. Tot die tijd had hij op school gezeten, vanaf 1916 werd hij autodidact. Hij had allerlei baantjes, onder andere als huisschilder, hulp in een boekhandel en als arbeider in een steenfabriek.
Hij werkte ook in de haven en mengde zich in literaire clubs die in de havenwijk Flores bijeenkwamen. Zijn eerste verhaal Jehová schreef hij in 1916. In 1926 schreef hij de novelle El juguete rabioso (Het boze speelgoed), over een adolescent die tot misdaad vervalt.
De periode van 1915 tot en met 1930 was in Argentinië net als in andere geïndustrialiseerde landen, een periode waarin culturele bewegingen bloeiden en elkaar snel opvolgden. In Buenos Aires was de literaire wereld verdeeld in twee groepen, Florida en Boedo, maar Arlt hoorde bij geen van beide. Hij was een individualist die weigerde zich bij een stroming aan te sluiten. Zijn werk is sterk autobiografisch en zijn afkeer van zijn familie, van het gezin als instituut en van vrouwen is er in terug te lezen, net als de angst om terug te vallen in de ellende waarin hij vroeger had verkeerd.
Zijn boeken werden door een breed publiek gelezen en gewaardeerd, maar pas later, vooral na zijn dood, kreeg hij erkenning vanuit de literaire wereld. Arlt kreeg tijdens zijn leven veel kritiek van de gezaghebbende Martinfierristas, de modernistische beweging binnen de Argentijnse literatuur, genoemd naar het tijdschrift Martin Fierro. In 1929 schreef Arlt zijn beroemdste boek Los Siete Locos (De Zeven Gekken). Daarna kreeg hij in Argentinië de bijnaam “De achtste gek”. Hij schokte zijn lezers met zijn verhalen over de zelfkant. Criminelen, pooiers, hoeren en gekken vormen de hoofdpersonen van dit boek.
Gebrek aan scholing maakte zijn beheersing van het Spaans verre van perfect. Behalve om de inhoud van zijn boeken werd hij ook bekritiseerd om zijn stijl- en spelfouten. Vanaf 1930 begon hij met het schrijven van stukken voor theater. Tijdens de laatste jaren van zijn leven schreef hij uitsluitend nog toneelstukken. Eind 1935 en begin 1936 maakte hij een reis naar Spanje en Marokko. Zijn reiservaringen schreef hij op in de verhalenbundel El criador de gorilas (De gorillafokker)(1941).
Vier van zijn werken zijn verfilmd: El juguete rabioso, Los siete locos, Trescientos millones en Saverio el cruel.

### Proza
- El diario de un morfinómano (1921)
- El juguete rabioso (1926)
- Los siete locos (1929)
- Los lanzallamas (1931)
- El Amor brujo (1932)
- Aguafuertes porteñas (1933)
- El jorobadito (1933)
- Entrada a Bariloche (1934)
- Aguafuertes españolas (1936)
- El criador de gorilas (1941)
- Nuevas aguafuertes españolas (gebundeld in 1960)

### Drama
- El humillado (1930)
- 300 millones (1932)
- Prueba de amor (1932)
- Escenas de un grotesco (1934)
- Saverio el Cruel (1936)
- El fabricante de fantasmas (1936)
- La isla desierta (1937)
- Separación feroz (1938)
- África (1938)
- La fiesta del hierro (1940)
- El desierto entra a la ciudad (postuum, 1952)